# Varsity Brands
Varsity Brands Inc. es creador de tres compañías: Varsity Spirit, la cual vende uniformes, organiza competencias, clínicas de porras y campamentos de baile ; Herff Jones, la cual es proveedor de graduaciones y productos educativos como anillos, joyería , togas y birretes , anuarios y productos de reconocimiento; y BSN Sports, distribuidor de equipo y uniformes deportivos.
Recientemente, Varsity Brands fue noticia cuando comenzó negociaciones al ser adquirida por Charlesbank, un grupo de capital privado.
Es una compañía que se mantiene con lazos a competencia nacional de Animación Dentro de  Estados Unidos. La empresa produce ropa para fútbol Americano, Porras, baile y otras actividades , con afiliados y programas que regulan y administran la mayoría de las actividades organizadas de porristas dentro de Estados Unidos. Participación en actividades de porristas incluye la propiedad de afiliados y programas que lleven a cabo competencias y campamentos.Notablemente, la amplitud de influencia de Varsity Brands Inc. posee más que actividades de porras que se ha presentado una discusión sobre el potencial de los conflictos de interés relacionado con el tema de clasificación de competencias de porras como deporte en Estados Unidos.

## Conflictos potenciales de interés
Mientras mantiene un interés en el negocio de ropa para porras , Varsity Brands Inc. Filiales propias y programas:
- Responsable de la realización de competencias nacionales de Animación, en donde los resultados son intervenidos por promoción de los productos de Varsity brand's. un reciente juzgado prohíbe que : "Durante  “spirit” parte de la competencia , Los equipos de animación han adjudicado puntos por usar accesorios, como pompones , vendido por Varsity Brands; por más accesorios que use un equipo , más puntos obtiene el equipo".[5]
- Supervisar y certificar profesionales responsables de la seguridad en las activadades de Animación.[6]
- La institucionalización de los altos costos financieros por la participación en forma competitiva de animación.[6][7]

These conflicts of interest were a main focus of Season 8, episode 1 of List of Penn & Teller: Bullshit! episodes#Season 8: 2010|Penn & Teller: Bullshit!

## Programas y  afiliados
Programas y afiliados de Varsity Brands Inc. Incluye:
- American Association of Cheerleading Coaches and Administrators (AACCA)[6][8]
  - Conducts cheerleading safety education and risk management.
- National Council for Spirit Safety & Education (NCFSSE)[6]
  - Provides safety training and certification programs.
- American Cheerleader Magazine[9]
- National Cheerleaders Association (NCA)[5][6]
- Universal Cheerleaders Association (UCA)[5][6]
- United Spirit Association (USA)[5][6]
- Universal Dance Association (UDA)[6]
- National Dance Alliance (NDA)[6]
- American Cheer Power (ACP)[6]
- American Cheerleaders Association (ACA)[6]
- World Spirit Federation (WSF)[6]
- Spirit Sports (SS)[6]
- All Star Challenge (ASC)[6]
- V!ROC – Choreography (VROC)[6]
- Varsity TV (VTV)[6]
- U.S. All Star Federation (USASF)[6]
- Spirit Cheer (SC)[6]
- Cheerleading.com (C)[6]
- Cheerleading Technique Camps (CTC)[6]
- International All-Levels Championship (IALC)[6]
- Spirit Xpress Cheerleading (SXC)[6]
- The American Championships (TAC)[6]
- Athletic Championships (AC)[6]
- Varsity Spirit Fashions (VSF)[6]
- Cheerleader & Danzteam (CDT)[6]
- Varsity Uniforms (VU)[6]
- Universal Dance Association (UDA)[6]
- Ozone (O)[6]

## The Summit

### 2013
| Division                              | Gold                                                          | Silver                                    | Bronze                                  |  |
| ------------------------------------- | ------------------------------------------------------------- | ----------------------------------------- | --------------------------------------- |  |
| Level 1 Small Youth                   | Starlite All Stars - Royalty                                  | The Cheer Center - Stars                  | Rockstar Cheer - Ting Tings             |  |
| Level 1 Large Youth                   | Terre Haute All Star Cheer University                         | Warren County All Stars                   | The Tumble Tree Twisters - Youth Silver |  |
| Level 1 Small Junior                  | Texas Power Athletics - Black                                 | CheerForce Orange County - Jade           | Nocona Cheer Unlimited - Shining Stars  |  |
| Level 1 Large Junior                  | Storm All Stars - Twisters                                    | CC Champs - Glory                         | SI Spirit All Stars                     |  |
| Level 1 Small Senior                  | Pro Spirit                                                    | All Star Fushion - Teal                   | Starlite All Stars - Legacy             |  |
| Level 1 Large Senior                  | Cheer Tyme All-Stars of Georgia - Feisty                      | The California All Stars - Sr Titanium    | Rockstar Cheer - Black Crowes           |  |
| Level 2 Small Youth                   | Infinity Allstars - Youth Sharks                              | FCA Gems - Emeralds                       | United Force of Ohio - Voltage          |  |
| Level 2 Large Youth                   | Rockstar Cheer - Bangles                                      | Louisiana Cheer Force - Ruby Red          | Valley All Stars - Rockstars            |  |
| Level 2 Small Junior                  | Cheer Express All Stars - Junior Red                          | Texas Power Athletics - Gold              | Hawaii All Stars                        |  |
| Level 2 Large Junior                  | The California All Stars - Royals                             | The Stingray Allstars                     | Vizion All Stars - Junior 2             |  |
| Level 2 Small Senior                  | Devilray All Stars - Blue                                     | East Coast Nitros - Shockwave             | Rockstar Cheer - Eagles                 |  |
| Level 2 Large Senior                  | The Stingray All Stars & The California All Stars - Roulettes | Extreme All Stars - Senior Orange         | Terre Haute All Star Cheer University   |  |
| Level 3 Small Youth                   | East Celebrity Elite - CT - VIP                               | Cheer Corp - Ranger Co.                   | Cheer Florida All Stars - Thunderbirds  |  |
| Level 3 Small Junior                  | Georgia Heat                                                  | Pittsburgh Superstars - Primadonnas       | Cheer Express All Stars - Junior White  |  |
| Level 4 Large Youth                   | The Matrix All Stars - Fireflies                              | Pro Spirit                                | Cheer Tyme Chantilly - Cherish          |  |
| Level 4 Small Junior                  | Top Gun - J4                                                  | ICE - Super Freeze                        | Cheer Express All Stars - Junior Elite  |  |
| Level 4 Large Junior                  | The Stingray Allstars                                         | Twister All-Stars - Junior Aqua           | The California All Stars - Fierce 4     |  |
| Level 4 Small Senior                  | Rock Solid All Stars                                          | Hawaii All Stars - Rainbows               | Python All Stars - Mojave Pythons       |  |
| Level 4 Large Senior                  | ICE - Passion                                                 | The Stingray Allstars                     | Spirit Explosion - Fury                 |  |
| Level 4 Small Senior Co-Ed            | Florida Top Dog All Stars                                     | The California All Stars - Blackjacks     | Spirit Xtreme - Strength                |  |
| Level 4 Large Senior Co-Ed            | Star Athletics All Stars - Senior Black                       | South Elite All-Stars - Onyx              | The California All Stars - Swagg        |  |
| Level 4.2 Small Senior                | Spirit All-Stars - Emeralds                                   | Vizion All Stars - Senior 4.2             | Starlite All Stars - Prodigy            |  |
| Level 4.2 Large Senior                | East Celebrity Elite                                          | CC Champs - Power                         | All That Sensations - Platinum          |  |
| Level 4.2 Large Senior Co-Ed          | First Class Athletics                                         | SuperherosInfinity Allstars - Dark Matter |                                         |  |
| Level 5 Small Junior                  | The California All Stars - Junior Mafia                       | ACX Jags - Columbia                       | Ultimate Athletics - Dynasty            |  |
| Level 5 Large Junior                  | The Stingray All Stars                                        | World Cup - Starlites                     |                                         |  |
| Level 5 Small Senior Restricted       | Atlanta Jayhawks                                              | Devilray All Stars - Black Angels         | Cheer Central Suns                      |  |
| Level 5 Small Senior Co-Ed Restricted | Infinity Allstars - Senior Black                              | Rockstar Cheer - Red Hot Chili Peppers    | Cheer Legendz - Cheetahz                |  |
| Level 5 Large Senior Co-Ed Restricted | South Jersey Storm - Surge                                    | Vizion All Stars - Senior 5               | ACE Cheer Company of MS - Chiefs        |  |